# James Adamson
James Craig Adamson (Warsaw, Wyoming County (New York), 3 maart 1946) is een Amerikaans voormalig ruimtevaarder. Adamsons eerste ruimtevlucht was STS-28 met de spaceshuttle Columbia en vond plaats op 8 augustus 1989. Deze missie werd uitgevoerd in opdracht van het Amerikaanse Ministerie van Defensie. Hierdoor zijn details van de missie onbekend. 
Adamson maakte deel uit van NASA Astronautengroep 10. Deze groep van 17 ruimtevaarders begon hun training in 1984 en had als bijnaam The Maggots.
In totaal heeft Adamson twee ruimtevluchten op zijn naam staan. In 1982 verliet hij NASA en ging hij als astronaut met pensioen.